# フォチャの虐殺
フォチャの虐殺（フォチャのぎゃくさつ、セルビア語・ボスニア語・クロアチア語:Zločini u Foči）は、セルビア人の軍事組織、警察、準軍事組織によって、ボスニア・ヘルツェゴビナのフォチャ地域（ガツコやカリノヴィクを含む）で、ボシュニャク人の市民に対して1992年4月7日から1994年1月にかけて行われた一連の大量殺害である。ボスニア・ヘルツェゴビナ紛争に関する戦争犯罪を裁く旧ユーゴスラビア国際戦犯法廷（ICTY）の検察局が発行した数多くの起訴状の中で、この大量殺害は「人道に対する罪」であるとされた。1997年、ノヴィスラヴ・ジャイッチに対するICTYの裁判の判決の中で、1992年6月の大量殺害がジェノサイドであると認定された。大量殺害に加えて、この地域では、非セルビア人市民に対する民族浄化、大量強姦、ボシュニャク人が所有する財産や文化的遺産の意図的な破壊などが行われた。
フォチャ地域からは、すべてのボシュニャク人が殺害されるか追放されるなどによって一掃された。紛争前の住民のうち、2704人が紛争の間に死亡したか行方不明となっている。これに加えて、セルビア人勢力の当局は、後に「強姦収容所」と称される抑留施設を設け、数百人の女性が組織的に強姦された
。
フォチャの虐殺に加担した多くのセルビア人の当局者、兵士、その他の加担者らが、旧ユーゴスラビア国際戦犯法廷に訴追され、有罪を認定されている。

## 民族浄化
セルビア人勢力によるボスニア東部での民族浄化に関して、旧ユーゴスラビア国際戦犯法廷の判決では以下のように言及されている:
ボスニア・ヘルツェゴビナ紛争のさなか、ボスニア・ヘルツェゴビナの東部ではスルプスカ共和国を中心とするセルビア人勢力が、非セルビア人の市民を攻撃していた。町や村はひとたびセルビア人の手に落ちると、セルビア人勢力 - 軍や警察、準軍事組織、そして時にはセルビア人の村人までもが - おなじパターンに従って行動した。ボシュニャク人の家や住宅は組織的に破壊されるか放火され、ボシュニャク人の市民は追い込まれるか捕らえられ、時に殴打され、殺害された。男性と女性は分離され、男性らの多くは強制収容所に送られた。女性らは各地の抑留地にとどめ置かれ、極めて劣悪な環境の中での生活を強いられ、繰り返し強姦されるなどの虐待を受けた。セルビア人の兵士や警官はこれらの抑留地を訪れ、一人あるいは複数の女性を選んで連れ出し、強姦した。
この事件によって、ボシュニャク人市民が地域から一掃されるとともに、ボシュニャク人の文化など、ボシュニャク人が地域に存在した痕跡はほぼ完全に払拭された。市内のすべてのモスクが破壊された。1992年4月22日、セルビア人勢力はアラジャ・モスク（ボスニア語: Aladža džamija）を爆破した。アラジャ・モスクは、バルカン半島地域では有名な歴史あるモスクであった。また、このほかに、16世紀から17世紀にかけて建造された8つのモスクが破壊されている。1994年1月、セルビア人当局はフォチャを「スルビニェ」（Србиње / Srbinje）と改称した。「スルビニェ」とは、「セルビア人の地」を意味する語であり、「セルビア人」を意味する「Srbi」と、スラヴ語で土地を表す接尾語「-nje」から成っている。

## 大量強姦
ボシュニャク人の女性らは複数の抑留施設に抑留され、極めて劣悪で非衛生的な環境の元におかれた。女性らは繰り返し強姦される等の虐待を受けた。セルビア人の軍人や警察官はこの抑留施設を訪れ、1人または複数の女性を選び出し、強姦した。これらの行為はすべて、当局の知るところであり、スルプスカ共和国の当局はこれらの行為が行われていることを認識し、各地の警察をはじめとして時にこれらの行為に直接関与した。フォチャの警察軍の局長ドラガン・ガゴヴィッチ（Dragan Gagović）は、これらの抑留施設を訪れ、女性を強姦した者の一人として人物特定されている。フォチャには複数の強姦収容所があり、その中のひとつは「カラマン（Karaman）の家」と呼ばれていた。女性らはここに抑留されている間、繰り返し強姦されていた。「カラマンの家」に抑留されていた女性らの中には、15歳に満たない少女もいた 。
ボシュニャク人女性に対する強姦は、セルビア人にとって、ボシュニャク人に対する勝利と優越性を体現するものとなるため、ボシュニャク人女性は特に強姦の標的となった。たとえば、女性や少女らは、ドラゴリュブ・クナラツやその配下の人間によって組織的に、兵士の基地となっているオスマナ・ジキッチ（Osmana Đikić）通り16番地の家に連行される。クナラツは女性や少女らが一般市民であることを知っているが、ここでは女性や少女らはクナラツ自身やその配下の者たちによって強姦される。強姦された少女の中には、14歳の者も複数いた。セルビア人兵士らは、通常、ボシュニャク人に対してまったく気に留めることはなく、特にボシュニャク人女性に対して配慮がなされることはなかった。セルビア人兵士らは多くのボシュニャク人（ムスリム）の少女を抑留施設から連れ出し、自身やその配下の兵士らが強姦するために、一定期間留めおかれた。
また別の例では、ICTYに訴追されたラドミル・コヴァチュという人物がいる。コヴァチュの住居に拘束されていた4人の少女は、コヴァチュが少女らのうち3人を繰り返し強姦したと訴え、もってボシュニャク人の市民に対する虐待を継続的に行い続けていたとした。コヴァチュはまた友人を住居に招き、少女らを強姦させることもあった。コヴァチュはまた、この少女らの3人を売った。少女が売られるに先立って、コヴァチュは少女のうち2人を、あるセルビア人兵士に貸し与えた。この兵士は少女らを3週間以上にわたって虐待し、その後少女らはふたたびコヴァチュの元へと送り返された。少女らはその後、別のコヴァチュの知人らにそれぞれ売られた。

## 戦争犯罪で有罪となった人物
ICTYにより有罪とされた人物
- ドラゴリュブ・クナラツ（ボスニア語: Dragoljub Kunarac）（懲役28年）
- ラドミル・コヴァチュ（ボスニア語: Radomir Kovač）（懲役20年）
- Zoran Vuković（ボスニア語: Zoran Vuković）（懲役12年）
- Milorad Krnojelac（ボスニア語: Milorad Krnojelac）（懲役12年）
- Dragan Zelenović（ボスニア語: Dragan Zelenović）（有罪を認める。懲役15年）

ボスニア・ヘルツェゴビナの裁判所により有罪とされた人物
- Radovan Stanković（ボスニア語: Radovan Stanković）（懲役20年、脱走中）
- Neđo Samardžić（ボスニア語: Neđo Samardžić）（懲役24年）
- Gojko Janković（ボスニア語: Gojko Janković）（懲役4年）

このほかの人物もICTYやボスニア・ヘルツェゴビナの法廷による訴追を受け、裁判が進められている。